# سباق الطريق للسيدات في بطولة العالم لسباق الدراجات على الطريق 2022
سباق الطريق للسيدات في بطولة العالم لسباق الدراجات على الطريق 2022 (بالإنجليزية: 2022 UCI Road World Championships – Women's road race)‏ هو سباق دراجات هوائية، وهو الموسم الثاني والستين من سباق الطريق للسيدات في بطولة العالم لسباق الدراجات على الطريق، وأقيم في 24 سبتمبر 2022 ضمن سباقات بطولة العالم لسباق الدراجات على الطريق 2022، وشارك فيه  126 متسابقاً ووصل إلى نهايته  78 متسابقاً.
فاز بالمركز الأول أنيميك فان فليوتن، وفاز بالمركز الثاني لوت كوبيكي، وفاز بالمركز الثالث Silvia Persico ‏.

## الفرق
| فرق وطنية (38)- فريق ألمانيا لركوب الدراجات للسيدات 2022‏ - منتخب الجزائر الوطني لسباق الدراجات على الطريق للسيدات 2022‏ - منتخب الأرجنتين الوطني لسباق الدراجات على الطريق للسيدات 2022‏ - فريق أستراليا لركوب الدراجات للسيدات 2022‏ - منتخب النمسا لركوب الدراجات للسيدات 2022‏ - فريق بلجيكا لركوب الدراجات للسيدات 2022 ‏ - فريق البرازيل لركوب الدراجات للسيدات 2022‏ - فريق كندا لركوب الدراجات للسيدات 2022‏ - فريق كولومبيا لركوب الدراجات للسيدات 2022‏ - منتخب كوبا الوطني لسباق الدراجات على الطريق للسيدات 2022‏ - فريق الدنمارك لركوب الدراجات للسيدات 2022 ‏ - فريق إريتريا لسباق الدراجات للسيدات 2022‏ - فريق سلوفاكيا لركوب الدراجات للسيدات 2022‏ - فريق سلوفينيا لركوب الدراجات للسيدات 2022‏ - الإمارات العربية المتحدة‏ - فريق إسبانيا لركوب الدراجات للسيدات 2022 ‏ - فريق الولايات المتحدة لركوب الدراجات للسيدات 2022‏ - فريق فرنسا لركوب الدراجات للسيدات 2022 ‏ - بريطانيا - منتخب هونغ كونغ لركوب الدراجات للسيدات 2022‏ - فريق إيطاليا لركوب الدراجات للسيدات 2022‏ - فريق إسرائيل لسباق الدراجات على الطريق للسيدات 2022‏ - فريق اليابان لركوب الدراجات للسيدات 2022‏ - فريق ليتوانيا لركوب الدراجات للسيدات 2022‏ - فريق لوكسمبورغ لركوب الدراجات للسيدات 2022‏ - فريق نيوزيلندا لركوب الدراجات للسيدات 2022‏ - فريق النرويج لركوب الدراجات للسيدات 2022 ‏ - فريق هولندا لركوب الدراجات للسيدات 2022 ‏ - فريق بولندا لركوب الدراجات للسيدات 2022‏ - فريق التشيك لركوب الدراجات للسيدات 2022‏ - فريق رواندا لسباق الدراجات على الطريق للسيدات‏ - فريق صربيا لركوب الدراجات للسيدات 2022‏ - فريق جنوب أفريقيا لركوب الدراجات للسيدات 2022‏ - فريق السويد لركوب الدراجات للسيدات 2022‏ - فريق سويسرا لركوب الدراجات للسيدات 2022 ‏ - فريق تايلاند لركوب الدراجات للسيدات‏ - فريق أوكرانيا لركوب الدراجات للسيدات 2022‏ - فريق أوزبكستان لسباق الدراجات للسيدات 2022‏ |  |
| |  |

## المشاركون
| فريق إيطاليا لركوب الدراجات للسيدات 2022‏ ITA | فريق إيطاليا لركوب الدراجات للسيدات 2022‏ ITA | فريق إيطاليا لركوب الدراجات للسيدات 2022‏ ITA |
| -------------------------------------------- | -------------------------------------------- | -------------------------------------------- |
| م                                            | عداء                                         | مرتبة                                        |
| 1                                            | إليسا بالسامو                                | 49                                           |
| 2                                            | إيلينا سيتشيني                               | 48                                           |
| 3                                            | إليسا ونغو بورغيني                           | 10                                           |
| 4                                            | مارتا باستيانيلي                             | 71                                           |
| 5                                            | Silvia Persico ‏                              | 3                                            |
| 6                                            | Silvia Zanardi ‏                              | 31                                           |
| 7                                            | صوفيا بيرتيزولو                              | 17                                           |
| 8                                            | Vittoria Guazzini ‏                           | لم يكمل السباق                               |

| منتخب النمسا لركوب الدراجات للسيدات 2022‏ AUT | منتخب النمسا لركوب الدراجات للسيدات 2022‏ AUT | منتخب النمسا لركوب الدراجات للسيدات 2022‏ AUT |
| -------------------------------------------- | -------------------------------------------- | -------------------------------------------- |
| م                                            | عداء                                         | مرتبة                                        |
| 9                                            | Carina Schrempf ‏                             | 33                                           |
| 10                                           | Christina Schweinberger ‏                     | لم يبدأ                                      |
| 11                                           | Kathrin Schweinberger ‏                       | لم يبدأ                                      |

| فريق هولندا لركوب الدراجات للسيدات 2022 ‏ NED | فريق هولندا لركوب الدراجات للسيدات 2022 ‏ NED | فريق هولندا لركوب الدراجات للسيدات 2022 ‏ NED |
| -------------------------------------------- | -------------------------------------------- | -------------------------------------------- |
| م                                            | عداء                                         | مرتبة                                        |
| 12                                           | أنيميك فان فليوتن                            | 1                                            |
| 13                                           | ديمي فوليرينغ                                | لم يبدأ                                      |
| 14                                           | Ellen van Dijk                               | 24                                           |
| 15                                           | فلورتجي ماكايج                               | 36                                           |
| 16                                           | ماريان فوس                                   | 14                                           |
| 17                                           | ريجان ماركوس                                 | 47                                           |
| 18                                           | شيرين فان أنروي                              | 51                                           |

| فريق فرنسا لركوب الدراجات للسيدات 2022 ‏ FRA | فريق فرنسا لركوب الدراجات للسيدات 2022 ‏ FRA | فريق فرنسا لركوب الدراجات للسيدات 2022 ‏ FRA |
| ------------------------------------------- | ------------------------------------------- | ------------------------------------------- |
| م                                           | عداء                                        | مرتبة                                       |
| 19                                          | أود بيانيك                                  | لم يكمل السباق                              |
| 20                                          | Coralie Demay ‏                              | 68                                          |
| 21                                          | Évita Muzic ‏                                | 41                                          |
| 22                                          | غلاديس فيرهلست ‏                             | لم يكمل السباق                              |
| 23                                          | جادي فيل                                    | لم يكمل السباق                              |
| 24                                          | جولييت لابوس                                | 7                                           |
| 25                                          | Marie Le Net ‏                               | 53                                          |

| فريق بلجيكا لركوب الدراجات للسيدات 2022 ‏ BEL | فريق بلجيكا لركوب الدراجات للسيدات 2022 ‏ BEL | فريق بلجيكا لركوب الدراجات للسيدات 2022 ‏ BEL |
| -------------------------------------------- | -------------------------------------------- | -------------------------------------------- |
| م                                            | عداء                                         | مرتبة                                        |
| 26                                           | Jesse Vandenbulcke ‏                          | لم يكمل السباق                               |
| 27                                           | Julie De Wilde ‏                              | 34                                           |
| 28                                           | Julie Van de Velde ‏                          | 43                                           |
| 29                                           | Justine Ghekiere ‏                            | 19                                           |
| 30                                           | لوت كوبيكي                                   | 2                                            |
| 31                                           | Valerie Demey ‏                               | لم يكمل السباق                               |

| فريق أستراليا لركوب الدراجات للسيدات 2022‏ AUS | فريق أستراليا لركوب الدراجات للسيدات 2022‏ AUS | فريق أستراليا لركوب الدراجات للسيدات 2022‏ AUS |
| --------------------------------------------- | --------------------------------------------- | --------------------------------------------- |
| م                                             | عداء                                          | مرتبة                                         |
| 32                                            | Alexandra Manly ‏                              | 15                                            |
| 33                                            | أماندا سبرات                                  | 27                                            |
| 34                                            | برودي شابمان                                  | 21                                            |
| 35                                            | جورجيا بيكر                                   | لم يكمل السباق                                |
| 36                                            | غريس براون                                    | 35                                            |
| 37                                            | Josie Talbot ‏                                 | لم يكمل السباق                                |
| 38                                            | سارة روي                                      | 58                                            |

| فريق الدنمارك لركوب الدراجات للسيدات 2022 ‏ DEN | فريق الدنمارك لركوب الدراجات للسيدات 2022 ‏ DEN | فريق الدنمارك لركوب الدراجات للسيدات 2022 ‏ DEN |
| ---------------------------------------------- | ---------------------------------------------- | ---------------------------------------------- |
| م                                              | عداء                                           | مرتبة                                          |
| 39                                             | سيسيلي أوتوب لودفيغ                            | 5                                              |
| 40                                             | Emma Norsgaard                                 | لم يكمل السباق                                 |
| 41                                             | Julie Norman Leth ‏                             | 77                                             |
| 42                                             | Rebecca Koerner ‏                               | لم يكمل السباق                                 |

| فريق بولندا لركوب الدراجات للسيدات 2022‏ POL | فريق بولندا لركوب الدراجات للسيدات 2022‏ POL | فريق بولندا لركوب الدراجات للسيدات 2022‏ POL |
| ------------------------------------------- | ------------------------------------------- | ------------------------------------------- |
| م                                           | عداء                                        | مرتبة                                       |
| 43                                          | Agnieszka Skalniak-Sójka ‏                   | 64                                          |
| 44                                          | Dominika Włodarczyk ‏                        | 45                                          |
| 45                                          | Karolina Kumięga ‏                           | لم يكمل السباق                              |
| 46                                          | كاتارزينا نيفيادوما                         | 8                                           |
| 47                                          | Marta Jaskulska ‏                            | 60                                          |
| 48                                          | Marta Lach ‏                                 | لم يكمل السباق                              |

| فريق الولايات المتحدة لركوب الدراجات للسيدات 2022‏ USA | فريق الولايات المتحدة لركوب الدراجات للسيدات 2022‏ USA | فريق الولايات المتحدة لركوب الدراجات للسيدات 2022‏ USA |
| ----------------------------------------------------- | ----------------------------------------------------- | ----------------------------------------------------- |
| م                                                     | عداء                                                  | مرتبة                                                 |
| 49                                                    | Emma Langley ‏                                         | لم يكمل السباق                                        |
| 50                                                    | هايدي فرانز                                           | 75                                                    |
| 51                                                    | كريستين فولكنر                                        | 61                                                    |
| 52                                                    | لورين ستيفنز                                          | لم يكمل السباق                                        |
| 53                                                    | ليا توماس                                             | 38                                                    |
| 54                                                    | سكاي شنايدر                                           | لم يكمل السباق                                        |
| 55                                                    | Veronica Ewers ‏                                       | 23                                                    |

| فريق ألمانيا لركوب الدراجات للسيدات 2022‏ GER | فريق ألمانيا لركوب الدراجات للسيدات 2022‏ GER | فريق ألمانيا لركوب الدراجات للسيدات 2022‏ GER |
| -------------------------------------------- | -------------------------------------------- | -------------------------------------------- |
| م                                            | عداء                                         | مرتبة                                        |
| 56                                           | فرانشيسكا كوش ‏                               | 72                                           |
| 57                                           | Lea Lin Teutenberg ‏                          | لم يكمل السباق                               |
| 58                                           | ليان ليبرت                                   | 4                                            |
| 59                                           | ميكي كروجر                                   | لم يكمل السباق                               |
| 60                                           | Ricarda Bauernfeind ‏                         | 20                                           |
| 61                                           | رومي كاسبر                                   | 57                                           |

| فريق إسبانيا لركوب الدراجات للسيدات 2022 ‏ ESP | فريق إسبانيا لركوب الدراجات للسيدات 2022 ‏ ESP | فريق إسبانيا لركوب الدراجات للسيدات 2022 ‏ ESP |
| --------------------------------------------- | --------------------------------------------- | --------------------------------------------- |
| م                                             | عداء                                          | مرتبة                                         |
| 62                                            | أني سانستيبان                                 | 30                                            |
| 63                                            | Idoia Eraso ‏                                  | لم يكمل السباق                                |
| 64                                            | Lourdes Oyarbide ‏                             | لم يكمل السباق                                |
| 65                                            | مارغريتا فيكتوريا غارسيا                      | 25                                            |
| 66                                            | ساندرا ألونسو                                 | لم يكمل السباق                                |
| 67                                            | سارا مارتين                                   | لم يكمل السباق                                |

| فريق سويسرا لركوب الدراجات للسيدات 2022 ‏ SUI | فريق سويسرا لركوب الدراجات للسيدات 2022 ‏ SUI | فريق سويسرا لركوب الدراجات للسيدات 2022 ‏ SUI |
| -------------------------------------------- | -------------------------------------------- | -------------------------------------------- |
| م                                            | عداء                                         | مرتبة                                        |
| 68                                           | Elena Hartmann ‏                              | 63                                           |
| 69                                           | Elise Chabbey ‏                               | 9                                            |
| 70                                           | مارلين رويسر                                 | 13                                           |
| 71                                           | Nicole Koller ‏                               | لم يكمل السباق                               |
| 72                                           | Noemi Rüegg ‏                                 | 32                                           |

| بريطانيا GBR | بريطانيا GBR      | بريطانيا GBR   |
| ------------ | ----------------- | -------------- |
| م            | عداء              | مرتبة          |
| 73           | Alice Towers ‏     | لم يكمل السباق |
| 74           | آنا هندرسون       | 50             |
| 75           | Anna Shackley ‏    | 26             |
| 76           | إليزابيث هولدن    | 70             |
| 77           | Elynor Bäckstedt ‏ | لم يكمل السباق |
| 78           | فايفر جورجي       | 16             |

| فريق جنوب أفريقيا لركوب الدراجات للسيدات 2022‏ RSA | فريق جنوب أفريقيا لركوب الدراجات للسيدات 2022‏ RSA | فريق جنوب أفريقيا لركوب الدراجات للسيدات 2022‏ RSA |
| ------------------------------------------------- | ------------------------------------------------- | ------------------------------------------------- |
| م                                                 | عداء                                              | مرتبة                                             |
| 79                                                | آشلي مولمان                                       | 11                                                |
| 80                                                | Courteney Webb‏                                    | لم يكمل السباق                                    |
| 81                                                | Hayley Preen ‏                                     | 74                                                |
| 82                                                | Maude Le Roux‏                                     | لم يكمل السباق                                    |

| فريق نيوزيلندا لركوب الدراجات للسيدات 2022‏ NZL | فريق نيوزيلندا لركوب الدراجات للسيدات 2022‏ NZL | فريق نيوزيلندا لركوب الدراجات للسيدات 2022‏ NZL |
| ---------------------------------------------- | ---------------------------------------------- | ---------------------------------------------- |
| م                                              | عداء                                           | مرتبة                                          |
| 83                                             | Ella Wyllie ‏                                   | 40                                             |
| 84                                             | Henrietta Christie ‏                            | لم يكمل السباق                                 |
| 85                                             | Mikayla Harvey ‏                                | لم يكمل السباق                                 |
| 86                                             | Niamh Fisher-Black ‏                            | 12                                             |

| فريق كندا لركوب الدراجات للسيدات 2022‏ CAN | فريق كندا لركوب الدراجات للسيدات 2022‏ CAN | فريق كندا لركوب الدراجات للسيدات 2022‏ CAN |
| ----------------------------------------- | ----------------------------------------- | ----------------------------------------- |
| م                                         | عداء                                      | مرتبة                                     |
| 87                                        | أليسون جاكسون                             | 18                                        |
| 88                                        | ليا كيرشمان                               | 46                                        |
| 89                                        | Magdeleine Vallieres ‏                     | لم يكمل السباق                            |
| 90                                        | Olivia Baril ‏                             | 37                                        |
| 91                                        | Simone Boilard ‏                           | 22                                        |

| منتخب كوبا الوطني لسباق الدراجات على الطريق للسيدات 2022‏ CUB | منتخب كوبا الوطني لسباق الدراجات على الطريق للسيدات 2022‏ CUB | منتخب كوبا الوطني لسباق الدراجات على الطريق للسيدات 2022‏ CUB |
| ------------------------------------------------------------ | ------------------------------------------------------------ | ------------------------------------------------------------ |
| م                                                            | عداء                                                         | مرتبة                                                        |
| 92                                                           | أرلينيس سيرا                                                 | 6                                                            |

| فريق السويد لركوب الدراجات للسيدات 2022‏ SWE | فريق السويد لركوب الدراجات للسيدات 2022‏ SWE | فريق السويد لركوب الدراجات للسيدات 2022‏ SWE |
| ------------------------------------------- | ------------------------------------------- | ------------------------------------------- |
| م                                           | عداء                                        | مرتبة                                       |
| 93                                          | Caroline Andersson ‏                         | لم يكمل السباق                              |
| 94                                          | حنا نيلسون                                  | لم يكمل السباق                              |
| 95                                          | Julia Borgström ‏                            | 62                                          |
| 96                                          | Nathalie Eklund (cyclist) ‏                  | 76                                          |

| فريق كولومبيا لركوب الدراجات للسيدات 2022‏ COL | فريق كولومبيا لركوب الدراجات للسيدات 2022‏ COL | فريق كولومبيا لركوب الدراجات للسيدات 2022‏ COL |
| --------------------------------------------- | --------------------------------------------- | --------------------------------------------- |
| م                                             | عداء                                          | مرتبة                                         |
| 97                                            | Diana Peñuela ‏                                | 69                                            |
| 98                                            | Lina Hernández ‏                               | 66                                            |
| 99                                            | Natalia Franco‏                                | لم يكمل السباق                                |
| 100                                           | Paula Patiño ‏                                 | 28                                            |

| فريق النرويج لركوب الدراجات للسيدات 2022 ‏ NOR | فريق النرويج لركوب الدراجات للسيدات 2022 ‏ NOR | فريق النرويج لركوب الدراجات للسيدات 2022 ‏ NOR |
| --------------------------------------------- | --------------------------------------------- | --------------------------------------------- |
| م                                             | عداء                                          | مرتبة                                         |
| 101                                           | Anne Dorthe Ysland ‏                           | 55                                            |
| 102                                           | Ingvild Gåskjenn ‏                             | 67                                            |
| 103                                           | Katrine Aalerud ‏                              | لم يكمل السباق                                |
| 104                                           | NOR                                           | 39                                            |
| 105                                           | Marte Berg Edseth ‏                            | لم يكمل السباق                                |

| فريق أوزبكستان لسباق الدراجات للسيدات 2022‏ UZB | فريق أوزبكستان لسباق الدراجات للسيدات 2022‏ UZB | فريق أوزبكستان لسباق الدراجات للسيدات 2022‏ UZB |
| ---------------------------------------------- | ---------------------------------------------- | ---------------------------------------------- |
| م                                              | عداء                                           | مرتبة                                          |
| 106                                            | أولغا زابيلينسكايا                             | 44                                             |
| 107                                            | Yanina Kuskova ‏                                | لم يكمل السباق                                 |

| فريق سلوفينيا لركوب الدراجات للسيدات 2022‏ SLO | فريق سلوفينيا لركوب الدراجات للسيدات 2022‏ SLO | فريق سلوفينيا لركوب الدراجات للسيدات 2022‏ SLO |
| --------------------------------------------- | --------------------------------------------- | --------------------------------------------- |
| م                                             | عداء                                          | مرتبة                                         |
| 108                                           | يوجينة بوجاك                                  | 56                                            |
| 109                                           | Špela Kern ‏                                   | 65                                            |
| 110                                           | Urša Pintar ‏                                  | 42                                            |

| فريق التشيك لركوب الدراجات للسيدات 2022‏ CZE | فريق التشيك لركوب الدراجات للسيدات 2022‏ CZE | فريق التشيك لركوب الدراجات للسيدات 2022‏ CZE |
| ------------------------------------------- | ------------------------------------------- | ------------------------------------------- |
| م                                           | عداء                                        | مرتبة                                       |
| 111                                         | كاترينا ناش                                 | 78                                          |
| 112                                         | Tereza Neumanová ‏                           | لم يكمل السباق                              |

| فريق تايلاند لركوب الدراجات للسيدات 2022‏ THA | فريق تايلاند لركوب الدراجات للسيدات 2022‏ THA | فريق تايلاند لركوب الدراجات للسيدات 2022‏ THA |
| -------------------------------------------- | -------------------------------------------- | -------------------------------------------- |
| م                                            | عداء                                         | مرتبة                                        |
| 113                                          | Chaniporn Batriya ‏                           | لم يكمل السباق                               |
| 114                                          | Phetdarin Somrat ‏                            | لم يكمل السباق                               |

| فريق صربيا لركوب الدراجات للسيدات 2022‏ SRB | فريق صربيا لركوب الدراجات للسيدات 2022‏ SRB | فريق صربيا لركوب الدراجات للسيدات 2022‏ SRB |
| ------------------------------------------ | ------------------------------------------ | ------------------------------------------ |
| م                                          | عداء                                       | مرتبة                                      |
| 115                                        | Jelena Erić (cyclist) ‏                     | 52                                         |

| فريق لوكسمبورغ لركوب الدراجات للسيدات 2022‏ LUX | فريق لوكسمبورغ لركوب الدراجات للسيدات 2022‏ LUX | فريق لوكسمبورغ لركوب الدراجات للسيدات 2022‏ LUX |
| ---------------------------------------------- | ---------------------------------------------- | ---------------------------------------------- |
| م                                              | عداء                                           | مرتبة                                          |
| 116                                            | Nina Berton ‏                                   | 73                                             |

| فريق إريتريا لسباق الدراجات للسيدات 2022‏ ERI | فريق إريتريا لسباق الدراجات للسيدات 2022‏ ERI | فريق إريتريا لسباق الدراجات للسيدات 2022‏ ERI |
| -------------------------------------------- | -------------------------------------------- | -------------------------------------------- |
| م                                            | عداء                                         | مرتبة                                        |
| 117                                          | Danait Fitsum ‏                               | لم يكمل السباق                               |

| فريق ليتوانيا لركوب الدراجات للسيدات 2022‏ LTU | فريق ليتوانيا لركوب الدراجات للسيدات 2022‏ LTU | فريق ليتوانيا لركوب الدراجات للسيدات 2022‏ LTU |
| --------------------------------------------- | --------------------------------------------- | --------------------------------------------- |
| م                                             | عداء                                          | مرتبة                                         |
| 118                                           | راسا ليليفيتو                                 | 59                                            |

| فريق أوكرانيا لركوب الدراجات للسيدات 2022‏ UKR | فريق أوكرانيا لركوب الدراجات للسيدات 2022‏ UKR | فريق أوكرانيا لركوب الدراجات للسيدات 2022‏ UKR |
| --------------------------------------------- | --------------------------------------------- | --------------------------------------------- |
| م                                             | عداء                                          | مرتبة                                         |
| 119                                           | Daryna Nahuliak‏                               | لم يكمل السباق                                |
| 120                                           | Marina Varenyk‏                                | لم يكمل السباق                                |

| فريق البرازيل لركوب الدراجات للسيدات 2022‏ BRA | فريق البرازيل لركوب الدراجات للسيدات 2022‏ BRA | فريق البرازيل لركوب الدراجات للسيدات 2022‏ BRA |
| --------------------------------------------- | --------------------------------------------- | --------------------------------------------- |
| م                                             | عداء                                          | مرتبة                                         |
| 121                                           | Ana Vitória Magalhães ‏                        | لم يكمل السباق                                |

| منتخب الأرجنتين الوطني لسباق الدراجات على الطريق للسيدات 2022‏ ARG | منتخب الأرجنتين الوطني لسباق الدراجات على الطريق للسيدات 2022‏ ARG | منتخب الأرجنتين الوطني لسباق الدراجات على الطريق للسيدات 2022‏ ARG |
| ----------------------------------------------------------------- | ----------------------------------------------------------------- | ----------------------------------------------------------------- |
| م                                                                 | عداء                                                              | مرتبة                                                             |
| 122                                                               | Luciana Roland‏                                                    | لم يكمل السباق                                                    |

| فريق اليابان لركوب الدراجات للسيدات 2022‏ JPN | فريق اليابان لركوب الدراجات للسيدات 2022‏ JPN | فريق اليابان لركوب الدراجات للسيدات 2022‏ JPN |
| -------------------------------------------- | -------------------------------------------- | -------------------------------------------- |
| م                                            | عداء                                         | مرتبة                                        |
| 123                                          | Eri Yonamine ‏                                | 29                                           |

| فريق إسرائيل لسباق الدراجات على الطريق للسيدات 2022‏ ISR | فريق إسرائيل لسباق الدراجات على الطريق للسيدات 2022‏ ISR | فريق إسرائيل لسباق الدراجات على الطريق للسيدات 2022‏ ISR |
| ------------------------------------------------------- | ------------------------------------------------------- | ------------------------------------------------------- |
| م                                                       | عداء                                                    | مرتبة                                                   |
| 124                                                     | Omer Shapira ‏                                           | 54                                                      |

| فريق سلوفاكيا لركوب الدراجات للسيدات 2022‏ SVK | فريق سلوفاكيا لركوب الدراجات للسيدات 2022‏ SVK | فريق سلوفاكيا لركوب الدراجات للسيدات 2022‏ SVK |
| --------------------------------------------- | --------------------------------------------- | --------------------------------------------- |
| م                                             | عداء                                          | مرتبة                                         |
| 125                                           | Nora Jenčušová ‏                               | لم يكمل السباق                                |

| منتخب هونغ كونغ لركوب الدراجات للسيدات 2022‏ HKG | منتخب هونغ كونغ لركوب الدراجات للسيدات 2022‏ HKG | منتخب هونغ كونغ لركوب الدراجات للسيدات 2022‏ HKG |
| ----------------------------------------------- | ----------------------------------------------- | ----------------------------------------------- |
| م                                               | عداء                                            | مرتبة                                           |
| 126                                             | Leung Wing Yee‏                                  | لم يكمل السباق                                  |

| منتخب الجزائر الوطني لسباق الدراجات على الطريق للسيدات 2022‏ ALG | منتخب الجزائر الوطني لسباق الدراجات على الطريق للسيدات 2022‏ ALG | منتخب الجزائر الوطني لسباق الدراجات على الطريق للسيدات 2022‏ ALG |
| --------------------------------------------------------------- | --------------------------------------------------------------- | --------------------------------------------------------------- |
| م                                                               | عداء                                                            | مرتبة                                                           |
| 127                                                             | نسرين حويلي                                                     | لم يكمل السباق                                                  |

| فريق رواندا لركوب الدراجات للرجال 2022‏ RWA | فريق رواندا لركوب الدراجات للرجال 2022‏ RWA | فريق رواندا لركوب الدراجات للرجال 2022‏ RWA |
| ------------------------------------------ | ------------------------------------------ | ------------------------------------------ |
| م                                          | عداء                                       | مرتبة                                      |
| 128                                        | Valantine Nzayisenga ‏                      | لم يكمل السباق                             |

| الإمارات العربية المتحدة‏ UAE | الإمارات العربية المتحدة‏ UAE | الإمارات العربية المتحدة‏ UAE |
| ---------------------------- | ---------------------------- | ---------------------------- |
| م                            | عداء                         | مرتبة                        |
| 130                          | صفية الصايغ                  | لم يكمل السباق               |

| فريق إيطاليا لركوب الدراجات للسيدات 2022‏ ITA | فريق إيطاليا لركوب الدراجات للسيدات 2022‏ ITA | فريق إيطاليا لركوب الدراجات للسيدات 2022‏ ITA |
| -------------------------------------------- | -------------------------------------------- | -------------------------------------------- |
| م                                            | عداء                                         | مرتبة                                        |
| 1                                            | إليسا بالسامو                                | 49                                           |
| 2                                            | إيلينا سيتشيني                               | 48                                           |
| 3                                            | إليسا ونغو بورغيني                           | 10                                           |
| 4                                            | مارتا باستيانيلي                             | 71                                           |
| 5                                            | Silvia Persico ‏                              | 3                                            |
| 6                                            | Silvia Zanardi ‏                              | 31                                           |
| 7                                            | صوفيا بيرتيزولو                              | 17                                           |
| 8                                            | Vittoria Guazzini ‏                           | لم يكمل السباق                               |

| منتخب النمسا لركوب الدراجات للسيدات 2022‏ AUT | منتخب النمسا لركوب الدراجات للسيدات 2022‏ AUT | منتخب النمسا لركوب الدراجات للسيدات 2022‏ AUT |
| -------------------------------------------- | -------------------------------------------- | -------------------------------------------- |
| م                                            | عداء                                         | مرتبة                                        |
| 9                                            | Carina Schrempf ‏                             | 33                                           |
| 10                                           | Christina Schweinberger ‏                     | لم يبدأ                                      |
| 11                                           | Kathrin Schweinberger ‏                       | لم يبدأ                                      |

| فريق هولندا لركوب الدراجات للسيدات 2022 ‏ NED | فريق هولندا لركوب الدراجات للسيدات 2022 ‏ NED | فريق هولندا لركوب الدراجات للسيدات 2022 ‏ NED |
| -------------------------------------------- | -------------------------------------------- | -------------------------------------------- |
| م                                            | عداء                                         | مرتبة                                        |
| 12                                           | أنيميك فان فليوتن                            | 1                                            |
| 13                                           | ديمي فوليرينغ                                | لم يبدأ                                      |
| 14                                           | Ellen van Dijk                               | 24                                           |
| 15                                           | فلورتجي ماكايج                               | 36                                           |
| 16                                           | ماريان فوس                                   | 14                                           |
| 17                                           | ريجان ماركوس                                 | 47                                           |
| 18                                           | شيرين فان أنروي                              | 51                                           |

| فريق فرنسا لركوب الدراجات للسيدات 2022 ‏ FRA | فريق فرنسا لركوب الدراجات للسيدات 2022 ‏ FRA | فريق فرنسا لركوب الدراجات للسيدات 2022 ‏ FRA |
| ------------------------------------------- | ------------------------------------------- | ------------------------------------------- |
| م                                           | عداء                                        | مرتبة                                       |
| 19                                          | أود بيانيك                                  | لم يكمل السباق                              |
| 20                                          | Coralie Demay ‏                              | 68                                          |
| 21                                          | Évita Muzic ‏                                | 41                                          |
| 22                                          | غلاديس فيرهلست ‏                             | لم يكمل السباق                              |
| 23                                          | جادي فيل                                    | لم يكمل السباق                              |
| 24                                          | جولييت لابوس                                | 7                                           |
| 25                                          | Marie Le Net ‏                               | 53                                          |

| فريق بلجيكا لركوب الدراجات للسيدات 2022 ‏ BEL | فريق بلجيكا لركوب الدراجات للسيدات 2022 ‏ BEL | فريق بلجيكا لركوب الدراجات للسيدات 2022 ‏ BEL |
| -------------------------------------------- | -------------------------------------------- | -------------------------------------------- |
| م                                            | عداء                                         | مرتبة                                        |
| 26                                           | Jesse Vandenbulcke ‏                          | لم يكمل السباق                               |
| 27                                           | Julie De Wilde ‏                              | 34                                           |
| 28                                           | Julie Van de Velde ‏                          | 43                                           |
| 29                                           | Justine Ghekiere ‏                            | 19                                           |
| 30                                           | لوت كوبيكي                                   | 2                                            |
| 31                                           | Valerie Demey ‏                               | لم يكمل السباق                               |

| فريق أستراليا لركوب الدراجات للسيدات 2022‏ AUS | فريق أستراليا لركوب الدراجات للسيدات 2022‏ AUS | فريق أستراليا لركوب الدراجات للسيدات 2022‏ AUS |
| --------------------------------------------- | --------------------------------------------- | --------------------------------------------- |
| م                                             | عداء                                          | مرتبة                                         |
| 32                                            | Alexandra Manly ‏                              | 15                                            |
| 33                                            | أماندا سبرات                                  | 27                                            |
| 34                                            | برودي شابمان                                  | 21                                            |
| 35                                            | جورجيا بيكر                                   | لم يكمل السباق                                |
| 36                                            | غريس براون                                    | 35                                            |
| 37                                            | Josie Talbot ‏                                 | لم يكمل السباق                                |
| 38                                            | سارة روي                                      | 58                                            |

| فريق الدنمارك لركوب الدراجات للسيدات 2022 ‏ DEN | فريق الدنمارك لركوب الدراجات للسيدات 2022 ‏ DEN | فريق الدنمارك لركوب الدراجات للسيدات 2022 ‏ DEN |
| ---------------------------------------------- | ---------------------------------------------- | ---------------------------------------------- |
| م                                              | عداء                                           | مرتبة                                          |
| 39                                             | سيسيلي أوتوب لودفيغ                            | 5                                              |
| 40                                             | Emma Norsgaard                                 | لم يكمل السباق                                 |
| 41                                             | Julie Norman Leth ‏                             | 77                                             |
| 42                                             | Rebecca Koerner ‏                               | لم يكمل السباق                                 |

| فريق بولندا لركوب الدراجات للسيدات 2022‏ POL | فريق بولندا لركوب الدراجات للسيدات 2022‏ POL | فريق بولندا لركوب الدراجات للسيدات 2022‏ POL |
| ------------------------------------------- | ------------------------------------------- | ------------------------------------------- |
| م                                           | عداء                                        | مرتبة                                       |
| 43                                          | Agnieszka Skalniak-Sójka ‏                   | 64                                          |
| 44                                          | Dominika Włodarczyk ‏                        | 45                                          |
| 45                                          | Karolina Kumięga ‏                           | لم يكمل السباق                              |
| 46                                          | كاتارزينا نيفيادوما                         | 8                                           |
| 47                                          | Marta Jaskulska ‏                            | 60                                          |
| 48                                          | Marta Lach ‏                                 | لم يكمل السباق                              |

| فريق الولايات المتحدة لركوب الدراجات للسيدات 2022‏ USA | فريق الولايات المتحدة لركوب الدراجات للسيدات 2022‏ USA | فريق الولايات المتحدة لركوب الدراجات للسيدات 2022‏ USA |
| ----------------------------------------------------- | ----------------------------------------------------- | ----------------------------------------------------- |
| م                                                     | عداء                                                  | مرتبة                                                 |
| 49                                                    | Emma Langley ‏                                         | لم يكمل السباق                                        |
| 50                                                    | هايدي فرانز                                           | 75                                                    |
| 51                                                    | كريستين فولكنر                                        | 61                                                    |
| 52                                                    | لورين ستيفنز                                          | لم يكمل السباق                                        |
| 53                                                    | ليا توماس                                             | 38                                                    |
| 54                                                    | سكاي شنايدر                                           | لم يكمل السباق                                        |
| 55                                                    | Veronica Ewers ‏                                       | 23                                                    |

| فريق ألمانيا لركوب الدراجات للسيدات 2022‏ GER | فريق ألمانيا لركوب الدراجات للسيدات 2022‏ GER | فريق ألمانيا لركوب الدراجات للسيدات 2022‏ GER |
| -------------------------------------------- | -------------------------------------------- | -------------------------------------------- |
| م                                            | عداء                                         | مرتبة                                        |
| 56                                           | فرانشيسكا كوش ‏                               | 72                                           |
| 57                                           | Lea Lin Teutenberg ‏                          | لم يكمل السباق                               |
| 58                                           | ليان ليبرت                                   | 4                                            |
| 59                                           | ميكي كروجر                                   | لم يكمل السباق                               |
| 60                                           | Ricarda Bauernfeind ‏                         | 20                                           |
| 61                                           | رومي كاسبر                                   | 57                                           |

| فريق إسبانيا لركوب الدراجات للسيدات 2022 ‏ ESP | فريق إسبانيا لركوب الدراجات للسيدات 2022 ‏ ESP | فريق إسبانيا لركوب الدراجات للسيدات 2022 ‏ ESP |
| --------------------------------------------- | --------------------------------------------- | --------------------------------------------- |
| م                                             | عداء                                          | مرتبة                                         |
| 62                                            | أني سانستيبان                                 | 30                                            |
| 63                                            | Idoia Eraso ‏                                  | لم يكمل السباق                                |
| 64                                            | Lourdes Oyarbide ‏                             | لم يكمل السباق                                |
| 65                                            | مارغريتا فيكتوريا غارسيا                      | 25                                            |
| 66                                            | ساندرا ألونسو                                 | لم يكمل السباق                                |
| 67                                            | سارا مارتين                                   | لم يكمل السباق                                |

| فريق سويسرا لركوب الدراجات للسيدات 2022 ‏ SUI | فريق سويسرا لركوب الدراجات للسيدات 2022 ‏ SUI | فريق سويسرا لركوب الدراجات للسيدات 2022 ‏ SUI |
| -------------------------------------------- | -------------------------------------------- | -------------------------------------------- |
| م                                            | عداء                                         | مرتبة                                        |
| 68                                           | Elena Hartmann ‏                              | 63                                           |
| 69                                           | Elise Chabbey ‏                               | 9                                            |
| 70                                           | مارلين رويسر                                 | 13                                           |
| 71                                           | Nicole Koller ‏                               | لم يكمل السباق                               |
| 72                                           | Noemi Rüegg ‏                                 | 32                                           |

| بريطانيا GBR | بريطانيا GBR      | بريطانيا GBR   |
| ------------ | ----------------- | -------------- |
| م            | عداء              | مرتبة          |
| 73           | Alice Towers ‏     | لم يكمل السباق |
| 74           | آنا هندرسون       | 50             |
| 75           | Anna Shackley ‏    | 26             |
| 76           | إليزابيث هولدن    | 70             |
| 77           | Elynor Bäckstedt ‏ | لم يكمل السباق |
| 78           | فايفر جورجي       | 16             |

| فريق جنوب أفريقيا لركوب الدراجات للسيدات 2022‏ RSA | فريق جنوب أفريقيا لركوب الدراجات للسيدات 2022‏ RSA | فريق جنوب أفريقيا لركوب الدراجات للسيدات 2022‏ RSA |
| ------------------------------------------------- | ------------------------------------------------- | ------------------------------------------------- |
| م                                                 | عداء                                              | مرتبة                                             |
| 79                                                | آشلي مولمان                                       | 11                                                |
| 80                                                | Courteney Webb‏                                    | لم يكمل السباق                                    |
| 81                                                | Hayley Preen ‏                                     | 74                                                |
| 82                                                | Maude Le Roux‏                                     | لم يكمل السباق                                    |

| فريق نيوزيلندا لركوب الدراجات للسيدات 2022‏ NZL | فريق نيوزيلندا لركوب الدراجات للسيدات 2022‏ NZL | فريق نيوزيلندا لركوب الدراجات للسيدات 2022‏ NZL |
| ---------------------------------------------- | ---------------------------------------------- | ---------------------------------------------- |
| م                                              | عداء                                           | مرتبة                                          |
| 83                                             | Ella Wyllie ‏                                   | 40                                             |
| 84                                             | Henrietta Christie ‏                            | لم يكمل السباق                                 |
| 85                                             | Mikayla Harvey ‏                                | لم يكمل السباق                                 |
| 86                                             | Niamh Fisher-Black ‏                            | 12                                             |

| فريق كندا لركوب الدراجات للسيدات 2022‏ CAN | فريق كندا لركوب الدراجات للسيدات 2022‏ CAN | فريق كندا لركوب الدراجات للسيدات 2022‏ CAN |
| ----------------------------------------- | ----------------------------------------- | ----------------------------------------- |
| م                                         | عداء                                      | مرتبة                                     |
| 87                                        | أليسون جاكسون                             | 18                                        |
| 88                                        | ليا كيرشمان                               | 46                                        |
| 89                                        | Magdeleine Vallieres ‏                     | لم يكمل السباق                            |
| 90                                        | Olivia Baril ‏                             | 37                                        |
| 91                                        | Simone Boilard ‏                           | 22                                        |

| منتخب كوبا الوطني لسباق الدراجات على الطريق للسيدات 2022‏ CUB | منتخب كوبا الوطني لسباق الدراجات على الطريق للسيدات 2022‏ CUB | منتخب كوبا الوطني لسباق الدراجات على الطريق للسيدات 2022‏ CUB |
| ------------------------------------------------------------ | ------------------------------------------------------------ | ------------------------------------------------------------ |
| م                                                            | عداء                                                         | مرتبة                                                        |
| 92                                                           | أرلينيس سيرا                                                 | 6                                                            |

| فريق السويد لركوب الدراجات للسيدات 2022‏ SWE | فريق السويد لركوب الدراجات للسيدات 2022‏ SWE | فريق السويد لركوب الدراجات للسيدات 2022‏ SWE |
| ------------------------------------------- | ------------------------------------------- | ------------------------------------------- |
| م                                           | عداء                                        | مرتبة                                       |
| 93                                          | Caroline Andersson ‏                         | لم يكمل السباق                              |
| 94                                          | حنا نيلسون                                  | لم يكمل السباق                              |
| 95                                          | Julia Borgström ‏                            | 62                                          |
| 96                                          | Nathalie Eklund (cyclist) ‏                  | 76                                          |

| فريق كولومبيا لركوب الدراجات للسيدات 2022‏ COL | فريق كولومبيا لركوب الدراجات للسيدات 2022‏ COL | فريق كولومبيا لركوب الدراجات للسيدات 2022‏ COL |
| --------------------------------------------- | --------------------------------------------- | --------------------------------------------- |
| م                                             | عداء                                          | مرتبة                                         |
| 97                                            | Diana Peñuela ‏                                | 69                                            |
| 98                                            | Lina Hernández ‏                               | 66                                            |
| 99                                            | Natalia Franco‏                                | لم يكمل السباق                                |
| 100                                           | Paula Patiño ‏                                 | 28                                            |

| فريق النرويج لركوب الدراجات للسيدات 2022 ‏ NOR | فريق النرويج لركوب الدراجات للسيدات 2022 ‏ NOR | فريق النرويج لركوب الدراجات للسيدات 2022 ‏ NOR |
| --------------------------------------------- | --------------------------------------------- | --------------------------------------------- |
| م                                             | عداء                                          | مرتبة                                         |
| 101                                           | Anne Dorthe Ysland ‏                           | 55                                            |
| 102                                           | Ingvild Gåskjenn ‏                             | 67                                            |
| 103                                           | Katrine Aalerud ‏                              | لم يكمل السباق                                |
| 104                                           | NOR                                           | 39                                            |
| 105                                           | Marte Berg Edseth ‏                            | لم يكمل السباق                                |

| فريق أوزبكستان لسباق الدراجات للسيدات 2022‏ UZB | فريق أوزبكستان لسباق الدراجات للسيدات 2022‏ UZB | فريق أوزبكستان لسباق الدراجات للسيدات 2022‏ UZB |
| ---------------------------------------------- | ---------------------------------------------- | ---------------------------------------------- |
| م                                              | عداء                                           | مرتبة                                          |
| 106                                            | أولغا زابيلينسكايا                             | 44                                             |
| 107                                            | Yanina Kuskova ‏                                | لم يكمل السباق                                 |

| فريق سلوفينيا لركوب الدراجات للسيدات 2022‏ SLO | فريق سلوفينيا لركوب الدراجات للسيدات 2022‏ SLO | فريق سلوفينيا لركوب الدراجات للسيدات 2022‏ SLO |
| --------------------------------------------- | --------------------------------------------- | --------------------------------------------- |
| م                                             | عداء                                          | مرتبة                                         |
| 108                                           | يوجينة بوجاك                                  | 56                                            |
| 109                                           | Špela Kern ‏                                   | 65                                            |
| 110                                           | Urša Pintar ‏                                  | 42                                            |

| فريق التشيك لركوب الدراجات للسيدات 2022‏ CZE | فريق التشيك لركوب الدراجات للسيدات 2022‏ CZE | فريق التشيك لركوب الدراجات للسيدات 2022‏ CZE |
| ------------------------------------------- | ------------------------------------------- | ------------------------------------------- |
| م                                           | عداء                                        | مرتبة                                       |
| 111                                         | كاترينا ناش                                 | 78                                          |
| 112                                         | Tereza Neumanová ‏                           | لم يكمل السباق                              |

| فريق تايلاند لركوب الدراجات للسيدات 2022‏ THA | فريق تايلاند لركوب الدراجات للسيدات 2022‏ THA | فريق تايلاند لركوب الدراجات للسيدات 2022‏ THA |
| -------------------------------------------- | -------------------------------------------- | -------------------------------------------- |
| م                                            | عداء                                         | مرتبة                                        |
| 113                                          | Chaniporn Batriya ‏                           | لم يكمل السباق                               |
| 114                                          | Phetdarin Somrat ‏                            | لم يكمل السباق                               |

| فريق صربيا لركوب الدراجات للسيدات 2022‏ SRB | فريق صربيا لركوب الدراجات للسيدات 2022‏ SRB | فريق صربيا لركوب الدراجات للسيدات 2022‏ SRB |
| ------------------------------------------ | ------------------------------------------ | ------------------------------------------ |
| م                                          | عداء                                       | مرتبة                                      |
| 115                                        | Jelena Erić (cyclist) ‏                     | 52                                         |

| فريق لوكسمبورغ لركوب الدراجات للسيدات 2022‏ LUX | فريق لوكسمبورغ لركوب الدراجات للسيدات 2022‏ LUX | فريق لوكسمبورغ لركوب الدراجات للسيدات 2022‏ LUX |
| ---------------------------------------------- | ---------------------------------------------- | ---------------------------------------------- |
| م                                              | عداء                                           | مرتبة                                          |
| 116                                            | Nina Berton ‏                                   | 73                                             |

| فريق إريتريا لسباق الدراجات للسيدات 2022‏ ERI | فريق إريتريا لسباق الدراجات للسيدات 2022‏ ERI | فريق إريتريا لسباق الدراجات للسيدات 2022‏ ERI |
| -------------------------------------------- | -------------------------------------------- | -------------------------------------------- |
| م                                            | عداء                                         | مرتبة                                        |
| 117                                          | Danait Fitsum ‏                               | لم يكمل السباق                               |

| فريق ليتوانيا لركوب الدراجات للسيدات 2022‏ LTU | فريق ليتوانيا لركوب الدراجات للسيدات 2022‏ LTU | فريق ليتوانيا لركوب الدراجات للسيدات 2022‏ LTU |
| --------------------------------------------- | --------------------------------------------- | --------------------------------------------- |
| م                                             | عداء                                          | مرتبة                                         |
| 118                                           | راسا ليليفيتو                                 | 59                                            |

| فريق أوكرانيا لركوب الدراجات للسيدات 2022‏ UKR | فريق أوكرانيا لركوب الدراجات للسيدات 2022‏ UKR | فريق أوكرانيا لركوب الدراجات للسيدات 2022‏ UKR |
| --------------------------------------------- | --------------------------------------------- | --------------------------------------------- |
| م                                             | عداء                                          | مرتبة                                         |
| 119                                           | Daryna Nahuliak‏                               | لم يكمل السباق                                |
| 120                                           | Marina Varenyk‏                                | لم يكمل السباق                                |

| فريق البرازيل لركوب الدراجات للسيدات 2022‏ BRA | فريق البرازيل لركوب الدراجات للسيدات 2022‏ BRA | فريق البرازيل لركوب الدراجات للسيدات 2022‏ BRA |
| --------------------------------------------- | --------------------------------------------- | --------------------------------------------- |
| م                                             | عداء                                          | مرتبة                                         |
| 121                                           | Ana Vitória Magalhães ‏                        | لم يكمل السباق                                |

| منتخب الأرجنتين الوطني لسباق الدراجات على الطريق للسيدات 2022‏ ARG | منتخب الأرجنتين الوطني لسباق الدراجات على الطريق للسيدات 2022‏ ARG | منتخب الأرجنتين الوطني لسباق الدراجات على الطريق للسيدات 2022‏ ARG |
| ----------------------------------------------------------------- | ----------------------------------------------------------------- | ----------------------------------------------------------------- |
| م                                                                 | عداء                                                              | مرتبة                                                             |
| 122                                                               | Luciana Roland‏                                                    | لم يكمل السباق                                                    |

| فريق اليابان لركوب الدراجات للسيدات 2022‏ JPN | فريق اليابان لركوب الدراجات للسيدات 2022‏ JPN | فريق اليابان لركوب الدراجات للسيدات 2022‏ JPN |
| -------------------------------------------- | -------------------------------------------- | -------------------------------------------- |
| م                                            | عداء                                         | مرتبة                                        |
| 123                                          | Eri Yonamine ‏                                | 29                                           |

| فريق إسرائيل لسباق الدراجات على الطريق للسيدات 2022‏ ISR | فريق إسرائيل لسباق الدراجات على الطريق للسيدات 2022‏ ISR | فريق إسرائيل لسباق الدراجات على الطريق للسيدات 2022‏ ISR |
| ------------------------------------------------------- | ------------------------------------------------------- | ------------------------------------------------------- |
| م                                                       | عداء                                                    | مرتبة                                                   |
| 124                                                     | Omer Shapira ‏                                           | 54                                                      |

| فريق سلوفاكيا لركوب الدراجات للسيدات 2022‏ SVK | فريق سلوفاكيا لركوب الدراجات للسيدات 2022‏ SVK | فريق سلوفاكيا لركوب الدراجات للسيدات 2022‏ SVK |
| --------------------------------------------- | --------------------------------------------- | --------------------------------------------- |
| م                                             | عداء                                          | مرتبة                                         |
| 125                                           | Nora Jenčušová ‏                               | لم يكمل السباق                                |

| منتخب هونغ كونغ لركوب الدراجات للسيدات 2022‏ HKG | منتخب هونغ كونغ لركوب الدراجات للسيدات 2022‏ HKG | منتخب هونغ كونغ لركوب الدراجات للسيدات 2022‏ HKG |
| ----------------------------------------------- | ----------------------------------------------- | ----------------------------------------------- |
| م                                               | عداء                                            | مرتبة                                           |
| 126                                             | Leung Wing Yee‏                                  | لم يكمل السباق                                  |

| منتخب الجزائر الوطني لسباق الدراجات على الطريق للسيدات 2022‏ ALG | منتخب الجزائر الوطني لسباق الدراجات على الطريق للسيدات 2022‏ ALG | منتخب الجزائر الوطني لسباق الدراجات على الطريق للسيدات 2022‏ ALG |
| --------------------------------------------------------------- | --------------------------------------------------------------- | --------------------------------------------------------------- |
| م                                                               | عداء                                                            | مرتبة                                                           |
| 127                                                             | نسرين حويلي                                                     | لم يكمل السباق                                                  |

| فريق رواندا لركوب الدراجات للرجال 2022‏ RWA | فريق رواندا لركوب الدراجات للرجال 2022‏ RWA | فريق رواندا لركوب الدراجات للرجال 2022‏ RWA |
| ------------------------------------------ | ------------------------------------------ | ------------------------------------------ |
| م                                          | عداء                                       | مرتبة                                      |
| 128                                        | Valantine Nzayisenga ‏                      | لم يكمل السباق                             |

| الإمارات العربية المتحدة‏ UAE | الإمارات العربية المتحدة‏ UAE | الإمارات العربية المتحدة‏ UAE |
| ---------------------------- | ---------------------------- | ---------------------------- |
| م                            | عداء                         | مرتبة                        |
| 130                          | صفية الصايغ                  | لم يكمل السباق               |

## التصنيف العام النهائي
| التصنيف العام         | التصنيف العام        | التصنيف العام                                             | التصنيف العام | التصنيف العام |
| المتسابقة             | المتسابقة            | الفريق                                                    | الوقت         |               |
| --------------------- | -------------------- | --------------------------------------------------------- | ------------- | ------------- |
| 1                     | أنيميك فان فليوتن    | فريق هولندا لركوب الدراجات للسيدات 2022 ‏                  | 4 س 24 د 25 ث |               |
| 2                     | لوت كوبيكي           | فريق بلجيكا لركوب الدراجات للسيدات 2022 ‏                  | + 1 ث         |               |
| 3                     | Silvia Persico ‏      | فريق إيطاليا لركوب الدراجات للسيدات 2022 ‏                 | + 1 ث         |               |
| 4                     | ليان ليبرت           | فريق ألمانيا لركوب الدراجات للسيدات 2022 ‏                 | + 1 ث         |               |
| 5                     | سيسيلي أوتوب لودفيغ  | فريق الدنمارك لركوب الدراجات للسيدات 2022 ‏                | + 1 ث         |               |
| 6                     | أرلينيس سيرا         | منتخب كوبا الوطني لسباق الدراجات على الطريق للسيدات 2022 ‏ | + 1 ث         |               |
| 7                     | جولييت لابوس         | فريق فرنسا لركوب الدراجات للسيدات 2022 ‏                   | + 1 ث         |               |
| 8                     | Katarzyna Niewiadoma | فريق بولندا لركوب الدراجات للسيدات 2022 ‏                  | + 1 ث         |               |
| 9                     | Elise Chabbey ‏       | فريق سويسرا لركوب الدراجات للسيدات 2022 ‏                  | + 1 ث         |               |
| 10                    | إليسا ونغو بورغيني   | فريق إيطاليا لركوب الدراجات للسيدات 2022 ‏                 | + 1 ث         |               |
|                       |                      |                                                           |               |               |
| مصدر: ProCyclingStats |                      |                                                           |               |               |

## وصلات خارجية
- الموقع الرسمي
- لمحة عن سباق سباق الطريق للسيدات في بطولة العالم لسباق الدراجات على الطريق 2022 على موقع  ProCyclingStats   (برو  سايكلنج  ستاتس) - إحصاءات  محترفي  الدراجات.
- سباق الطريق للسيدات في بطولة العالم لسباق الدراجات على الطريق 2022 على موقع إحصائيات الدراجات الإحترافية (الإنجليزية)